# Benthobia
Benthobia is een geslacht van weekdieren uit de klasse van de Gastropoda (slakken).

## Soorten
- Benthobia atafona Simone, 2003
- Benthobia complexirhyna Simone, 2003
- Benthobia sima Simone, 2003
- Benthobia tornatilis Simone, 2003
- Benthobia tryonii Dall, 1889